# Набу-шум-ішкун
Набу-шум-ішкун (д/н — бл. 748 до н. е.) — цар Вавилону близько 761—748 до н. е. Ім'я перекладається як «Набу встановив ім'я».

## Життєпис
Походив з халдейського племені даккурі. Дослідники умовно відносять його до династії «Е» (VIII Вавилонської династії). Спочатку очолював племінний союз даккурі зі столицею в Борсіппі. Близько 761 року до н. е. повалив царя Еріба-Мардука (або скористався його смертю), ставши вавилонським володарем.
Внутрішнє послаблення Ассирії сприяло остаточному здобуттю незалежності Вавилонським царством. Весь час правління Набу-шум-ішкуну пройшло у протистоянні халдейської і арамейської знаті. Останню підтримували нащадки касситів. За відомими текстами вночі міста перетворювалися на місця бою за храми і землю.
Водночас відбувається послаблення царської влади, місцеві «князьки» і намісники стають більш самостійними. Отримав негативну характеристику від учасників. З відомих текстів відомо про протистояння царя з місцевим жрецтвом. Ймовірно Набу-шум-ішкун намагався підкорити його, проте близько 748 року до н. е. був повалений внаслідок заколоту. Владу захопив Набонасар.